# Pietro Antonio Coppola
Pietro Antonio Coppola (ur. 11 grudnia 1793 w Castrogiovanni, zm. 13 listopada 1877 w Katanii) – włoski kompozytor.

## Życiorys
Przez krótki czas studiował w konserwatorium w Neapolu, w znacznej mierze był jednak samoukiem. W latach 1810–1832 był zastępcą dyrygenta w operze w Katanii, następnie był dyrygentem w Teatro San Carlo w Neapolu. Od 1836 roku przebywał w Wiedniu. W latach 1839–1843 i 1850–1871 działał jako dyrygent w Lizbonie. W 1871 roku objął posadę kapelmistrza katedry w Novarze. W 1873 roku osiadł w Katanii.
Skomponował 16 oper, w tym m.in. La pazza del amore (wyst. Rzym 1835), Gli Illinesi (wyst. Turyn 1835), La festa della Rosa (wyst. Wiedeń 1836), Enrichietta di Baienfeld (wyst. Wiedeń 1836), La bella Celeste degli Spadari (wyst. Mediolan 1837), Giovanni prima di Napoli (wyst. Lizbona 1840) i Il Folletto (wyst. Rzym 1843). Komponował także utwory religijne.